# بومیان مکزیک

پراکندگی بومیان مکزیک

بومی‌های مکزیک یا سرخپوستان مکزیک به آن‌دسته از اقوام ساکن کشور مکزیک گفته می‌شود که از دوران پیشاکلمبی و پیش از ورود سفیدپوستان به قاره آمریکا در حدود کشور مکزیک بسر می‌برده‌اند. این بومیان که قدیمی‌ترین ساکنان کشور مکزیک بشمار می‌روند حدود ۱۰٫۱ میلیون نفر جمعیت داشته که ۹٫۸٪ کل جمعیت کشور مکزیک را نیز در بر می‌گیرند. بومیان مکزیک به زبانهای بومی قاره آمریکا سخن می‌گویند. بیش از ۶۲ زبان و لهجه بومی امروزه در کشور مکزیک رواج دارد که بسیاری از آن‌ها امروزه به نفع اسپانیایی که زبان رسمی بشمار می‌رود در حال عقب‌نشینی هستند. در سال‌های اخیر کوشش‌های زیادی برای کند کردن سرعت این امر انجام شده‌است. در قانون اساسی کشور مکزیک امتیازات ویژه‌ای برای بومیان اصلی این کشور در نظر گرفته شده‌است و به نوعی از استقلال فرهنگی، اجتماعی و اقتصادی برخوردارند. تمامی ۶۲ زبان بومی در کشور مکزیک نیز به عنوان زبان‌های ملی مکزیک شناخته شده‌اند. شمار گویشوران بومی در کشور مکزیک در حدود۵٫۴ کل جمعیت می‌باشد که این نشان می‌دهد حدود نیمی از سرخپوستان مکزیک امروزه اسپانیایی زبان شده‌اند. دین سرخپوستان مکزیک مسیحی کاتولیک است اما در میان برخی جوامع بدوی و بومی سرخپوستی عقاید سنتی آزتکی و باورهای مایایی نیز رواج دارد.